# Павле Латраски
Свети Павле Латраски (956.) је хришћански светитељ.
Био је родом из града Елена у Пергаму. Рано је остао без оца. Школовао се у манастиру Светог Стефана у Фригији. После смрти мајке, потпуно се посветио монаштву у манастиру на гори Латри, близу града Милета.
Тражећи још узвишеније испосништво, он се осамио у пећини. За своја подвижничка дела стекао је дарове прозорљивости и чудотворства. Цар Константин VII Порфирогенит (912-959) често му је писао тражећи његове молитве и савете. Свети Павле се два пута повлачио на острво Самос, где је основао манастир и обновио три манастира које су опустошили Агарени (Арапи). 
Предсказавши крај свог живота, умро је 955. године.
Православна црква га помиње 20. ецембра.